# Кувшиновский сельсовет (Московская область)
Кувшиновский сельсовет — упразднённая административно-территориальная единица, существовавшая на территории Рязанской губернии и Московской области до 1936 года.
Кувшиновский сельсовет был образован в первые годы советской власти. В конце 1920-х годов он входил в состав Зарайской волости Зарайского уезда Рязанской губернии.
В 1929 году Кувшиновский с/с был отнесён к Зарайскому району Коломенского округа Московской области.
10 августа 1934 года Кувшиновский с/с был упразднён, а его территория передана в Зименковский с/с, но вскоре это решение было отменено.
5 апреля 1936 года Кувшиновский с/с был вновь упразднён. При этом его территория была передана окончательно в Зименковский с/с.